# 大王軟口魚
皇軟口魚（學名：Chondrostoma regium）為輻鰭魚綱鯉形目雅羅魚科軟口魚屬的其中一種，該物種主要分布於亞洲土耳其小亞細亞北部中的Sakarya與Kizilirmak河流域，體長可達40公分，棲息在河川底中層水域，生活習性不明，可做為食用魚。